# Otto Muller von Czernicki
Otto Ferdinand Muller von Czernicki (Magetan, Nizozemska Istočna Indija, 13. ožujka 1909. — 1998.) je bivši nizozemski hokejaš na travi. Bavio se i tenisom.
Po struci je bio agronomski inženjer.
Nakon što je diplomirao 1937., na sveučilištu Wageningen u području tropskog poljodjelstva, postao je glavnim izvršnim direktorom tvrtke Rubber Cultuur Maatschappij "Amsterdam" (RCMA), danas Amsterdam Commodities (Acomo), kompanije s tisućama zaposlenika kojoj je sve do 1957., kada je Indonezija nacionalizirala sve plantaže, glavnu djelatnost bila upravljanje plantažama kaučuka i palma (za proizvodnju palminog ulja).

## Športska karijera
U klupskoj karijeri je igrao hokej na travi od 1926. od 1930. za HC Bloemendaal i za H.H.C. (1930.). 
U reprezentativnoj karijeri je igrao za nizozemsku studentsku reprezentaciju u hokeju na travi i za nizozemsku državnu reprezentaciju. 
Osvojio je srebrno odličje na hokejaškom turniru na Olimpijskim igrama 1928. u Amsterdamu igrajući za Nizozemsku. Na turniru nije igrao. Ovaj igrač je na OI 1928. vjerojatno bio samo dijelom sastava odnosno pričuvom. MOO ga u svojim bazama podataka vodi kao osvajača odličja. Ako je i zašto je mogao primiti odličja nije poznato sa sigurnošću. Unatoč svemu tome, nizozemski olimpijski odbor ga uopće ne navodi u svom popisu kao osvajača odličja na tim Olimpijskim igrama.

## Vanjske poveznice
- Rodoslov